# Дюла Пейдль
Дю́ла Пейдль (угор. Peidl Gyula; *4 квітня 1873, Равазд, Дьйор-Мошон-Шопрон, Угорщина — †22 грудня 1943, Будапешт) — угорський профспілковий діяч і політик-соціаліст. В 1919 обіймав посади прем'єр-міністра і виконував обов'язки глави держави.

## Політична кар'єра

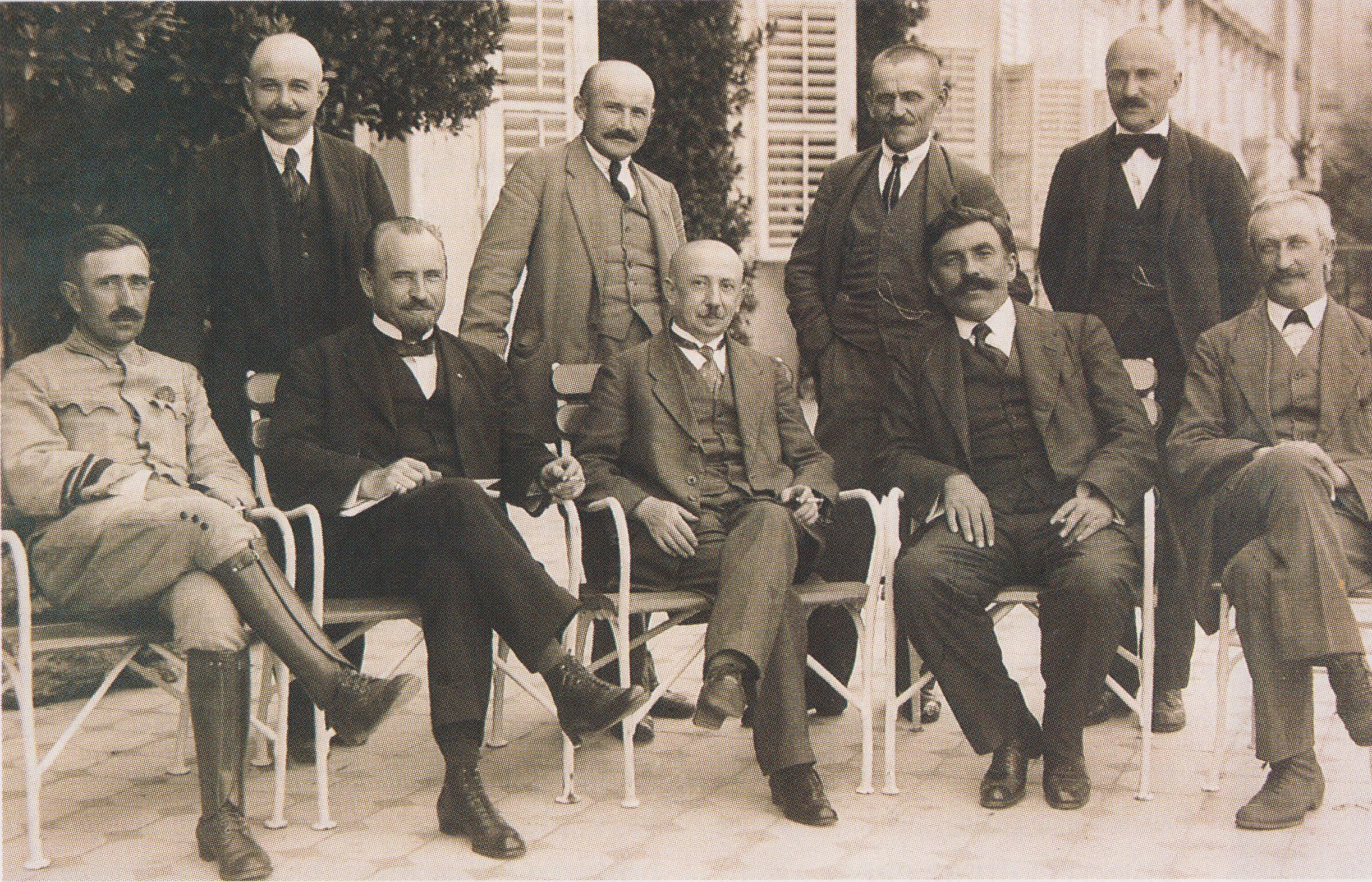
Пейдль у компанії урядовців

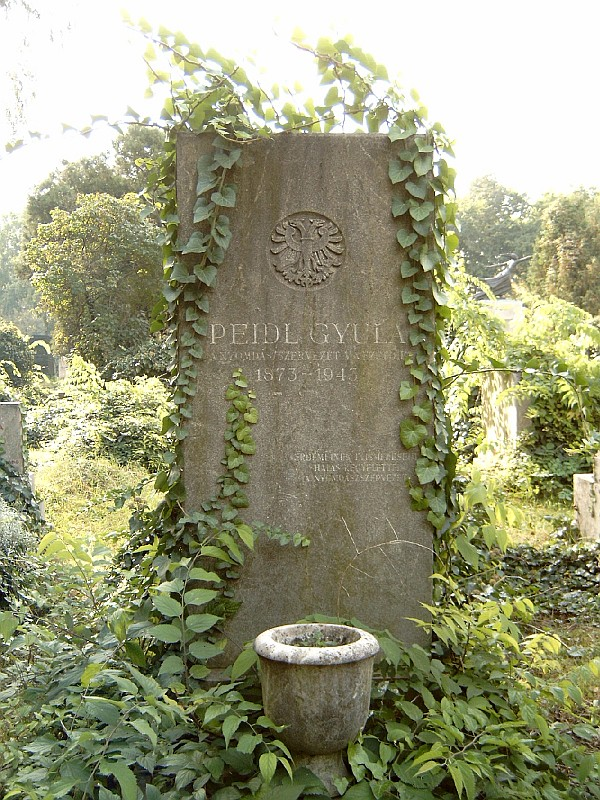
Могила Пейдля в Будапешті

Протягом 6 днів існування свого уряду намагався знайти компроміс з наступаючими румунськими інтервенційними військами і угорськими контрреволюціонерами. У міру просування румунських військ до Будапешта він почав скасовувати непопулярні декрети і постанови попереднього комуністичного уряду під керівництвом соціал-демократа Шандора Гарбаї: відновив приватну власність, закрив революційні трибунали і розпустив Червону гвардію.
6 серпня 1919 його уряд був зміщений в результаті військового перевороту. Пейдль вирушив у вигнання до Австрії, проте вже в 1921 повернувся в Угорщину і відновив політичну та профспілкову діяльність. У 1922-1931 рр. очолював соціал-демократичну фракцію в угорському парламенті.